# Leioproctus unguidentatus
Leioproctus unguidentatus är en biart som beskrevs av Michener 1965. Leioproctus unguidentatus ingår i släktet Leioproctus och familjen korttungebin. Inga underarter finns listade i Catalogue of Life.